# Badminton bei den African Youth Games 2014
Bei den African Youth Games 2014 wurden sechs Badmintonwettbewerbe ausgetragen. Sie fanden vom 22. bis zum 27. Mai 2014 in der botswanischen Hauptstadt Gaborone statt.

## Sieger und Platzierte
| Disziplin    | Gold | Silber | Bronze |
| ------------ | --- | --- | --- |
| Herreneinzel | Georges Paul                                                                                               | Kingsley Nelson                                                                                                | Tumisang Olekantse                                                                                           |
| Herreneinzel | Georges Paul                                                                                               | Kingsley Nelson                                                                                                | Youcef Sabri Medel                                                                                           |
| Dameneinzel  | Dorcas Ajoke Adesokan                                                                                      | Janke van der Vyver                                                                                            | Doha Hany |
| Dameneinzel  | Dorcas Ajoke Adesokan                                                                                      | Janke van der Vyver                                                                                            | Shaama Sandooyeea                                                                                            |
| Herrendoppel | Georges Paul Kounal Soubbaroyan                                                                            | Mohamed Guelmaoui Youcef Sabri Medel                                                                           | Tumisang Olekantse Tshepo Perekisi                                                                           |
| Herrendoppel | Georges Paul Kounal Soubbaroyan                                                                            | Mohamed Guelmaoui Youcef Sabri Medel                                                                           | Bremer Visser Bongani von Bodenstein                                                                         |
| Damendoppel  | Dorcas Ajoke Adesokan Deborah Ukeh                                                                         | Shaama Sandooyeea Aurélie Allet                                                                                | Doha Hany Nourhan Khaled                                                                                     |
| Damendoppel  | Dorcas Ajoke Adesokan Deborah Ukeh                                                                         | Shaama Sandooyeea Aurélie Allet                                                                                | Anri Schoones Janke van der Vyver                                                                            |
| Mixed        | Georges Paul Aurélie Allet                                                                                 | Bongani von Bodenstein Anri Schoones                                                                           | Kingsley Nelson Zainab Momoh                                                                                 |
| Mixed        | Georges Paul Aurélie Allet                                                                                 | Bongani von Bodenstein Anri Schoones                                                                           | Ayo Isiaq Usman Deborah Ukeh                                                                                 |
| Mannschaften | Nigeria Muhammed Mustaopha Kingsley Nelson Ayo Isiaq Usman Dorcas Ajoke Adesokan Zainab Momoh Deborah Ukeh | Südafrika Ruan Snyman Bremer Visser Bongani von Bodenstein Graticia Roberts Anri Schoonees Janke van der Vyver | Mauritius Georges Paul Kounal Soubbaroyan Aurélie Allet Shaama Sandooyeea                                    |
| Mannschaften | Nigeria Muhammed Mustaopha Kingsley Nelson Ayo Isiaq Usman Dorcas Ajoke Adesokan Zainab Momoh Deborah Ukeh | Südafrika Ruan Snyman Bremer Visser Bongani von Bodenstein Graticia Roberts Anri Schoonees Janke van der Vyver | Ägypten Adham Hatem Elgamal Youssof Essam Bahnasy Abdelhakim Hussein Doha Hany Nourhan Khaled Farida Mostafa |